# Javier Velarde Aspíllaga
Javier Velarde Aspíllaga (Lima, 26 de diciembre de 1932) es un arquitecto y político peruano. Fue diputado por Lima en el disuelto periodo 1990-1992 y ministro de Vivienda y Construcción durante el segundo gobierno de Fernando Belaúnde Terry, desde 1980 hasta 1984.

## Biografía
Hijo de Manuel Velarde Kemish y Luisa Aspíllaga Sotomarino. Bisnieto de Manuel Velarde Seoane, general del Ejército Peruano y político. Segundo de cinco hermanos, uno de los cuales fue Manuel Velarde Aspíllaga (1930-1985), abogado y político.
Ingresó en 1956 a la Universidad Nacional de Ingeniería, para seguir arquitectura, e hizo estudios de postgrado en la Universidad de Pensilvania, becado por la Organización de Estados Americanos (OEA).
Después trabajó como especialista de la división de vivienda y planeamiento de la Unión Panamericana con sede en Washington D. C. y como urbanista del gobierno local de Alexandria en Virginia, Estados Unidos.
De regreso al Perú, se contó entre los fundadores del partido Acción Popular en 1956, de cuya  directiva formó parte como secretario de asuntos comunitarios, a nivel nacional, hasta antes de 1980.
Durante el primer gobierno de Fernando Belaúnde Terry, presidió la Junta Nacional de Vivienda. Se mostró interesado en promover la construcción de viviendas de interés social. Participó en el diseño de varios conjuntos habitacionales, como el de San Felipe, Santa Cruz y Caja de Agua.
Fue también director del Banco de la Vivienda y el Banco Hipotecario, importantes instituciones financieras que permitían un ágil y eficiente administración de la hipoteca social y el financiamiento de las obras de urbanización.
Inaugurado el segundo gobierno de Fernando Belaúnde el 28 de julio de 1980, prestó juramento como ministro de Vivienda y Construcción. Durante su gestión se construyeron conjuntos habitacionales en varios lugares del Perú, principalmente en Lima, donde destacan las Torres de San Borja y las de Limatambo (San Borja). Otros programas que se emprendieron fueron: Precursores (Surco), Carlos Cueto Fernandini (Los Olivos), Edificio Dammert Muelle (Surquillo), Santa Rosa (Callao). Se mantuvo cuatro años al frente de su portafolio, convirtiéndose en el ministro de mayor duración de toda la gestión belaundista.  No faltó quien criticara las programas de viviendas, como el entonces secretario general del APRA y diputado Alan García, quien las calificó de obras “faraónicas”, exigiendo al gobierno que se concentrara más en las necesidades de alimentación y salud del pueblo. A lo que Javier Velarde respondió que el Estado no realizaba ningún gasto, ya que los recursos venían del FONAVI, destinados exclusivamente para tal fin.
Participó en las elecciones generales de 1990, como candidato a diputado por Lima en la lista del FREDEMO. Ganó el escaño con 58.660 preferenciales, pero no pudo completar su periodo debido al autogolpe de 1992.

## Premios y distinciones
Ganó tres premios internacionales de arquitectura:
- El de la catedral de Liverpool, Inglaterra.
- El plan piloto de viviendas de interés social en Tel Aviv, Israel.
- El del grupo habitacional de vivienda popular en Caracas, Venezuela.

En 2012 fue condecorado, junto a otras personalidades de su partido, con la Distinción a los Valores Democráticos Fernando Belaúnde Terry en la Universidad San Ignacio de Loyola (USIL).